# Щуцин (гміна)
Гміна Щуцин (пол. Gmina Szczucin) — місько-сільська гміна у південній Польщі. Належить до Домбровського повіту Малопольського воєводства.
Станом на 31 грудня 2011 у гміні проживало 13379 осіб.

## Площа
Згідно з даними за 2007 рік площа гміни становила 119.83 км², у тому числі:
- орні землі: 73.00%
- ліси: 12.00%

Таким чином, площа гміни становить 22.74% площі повіту.

## Населення
Станом на 31 грудня 2011:
| Опис     | Загалом | Загалом | Чоловіки | Чоловіки | Жінки | Жінки |
| -------- | ------- | ------- | -------- | -------- | ----- | ----- |
| одиниця  | осіб    | %       | осіб     | %        | осіб  | %     |
| все      | 13379   | 100     | 6670     | 49.85    | 6709  | 50.15 |
| міське   | 4193    | 100     | 2026     | 48.32    | 2167  | 51.68 |
| сільське | 9186    | 100     | 4644     | 50.56    | 4542  | 49.44 |

## Сусідні гміни
Гміна Щуцин межує з такими гмінами: Вадовіце-Ґурне, Домброва-Тарновська, Лубніце, Менджехув, Пацанув, Радґощ, Чермін.